# Bombylisoma resplendens
Bombylisoma resplendens är en tvåvingeart som först beskrevs av Enrico Adelelmo Brunetti 1909.  Bombylisoma resplendens ingår i släktet Bombylisoma och familjen svävflugor. Inga underarter finns listade i Catalogue of Life.